# Mistral AI
Mistral AI SASは、フランスのAIスタートアップ企業であり、パリに本社を構える。オープンウェイト大規模言語モデル（LLM）を専門とする。

## 社名の由来
社名は、南フランスに吹く強力で冷たい風であるミストラルにちなんで名付けられた。

## 沿革
Mistral AIは、2023年4月に3人のフランス人AI研究者、アーサー・メンシュ、ギヨーム・ランプル、ティモテ・ラクロワによって設立された。
高度なAIシステムの専門家であるメンシュは、Google DeepMindの元従業員である。一方、ランプルとラクロワは、Meta Platformsに勤務していた大規模AIモデルの専門家である。
3人は元々、エコール・ポリテクニークでの研究中に知り合った。

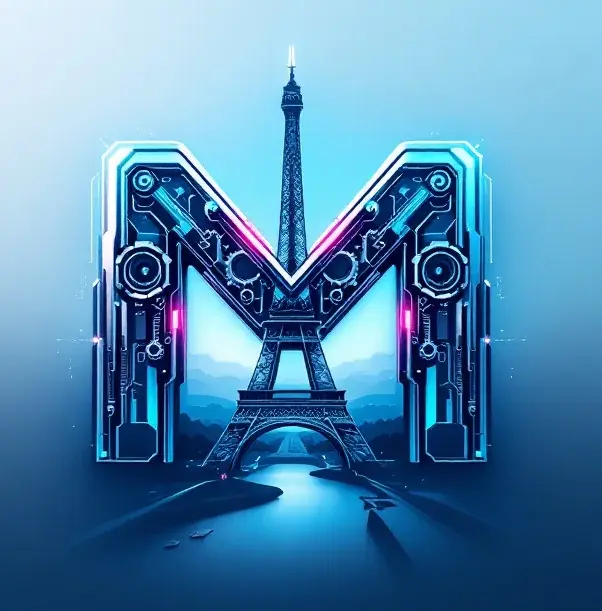
Le Chatで生成された画像の例。プロンプトは「Generate an image you feel represents yourself, Mistral AI」（あなた自身を表すと思う画像を生成してください、Mistral AI）

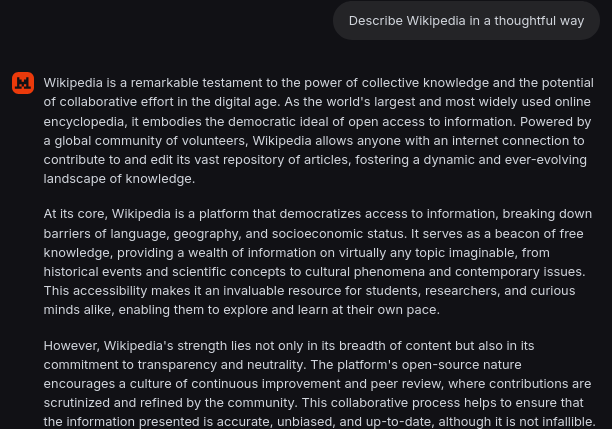
Mistral AIのチャットボットLe Chatのスクリーンショット。ウィキペディアについて思慮深く説明している

## 企業活動

### 理念
Mistral AIは、AI分野におけるオープン性とイノベーションを重視し、プロプライエタリモデルの代替となることを目指している。
同社は、オープンソースのイノベーションに焦点を当てることでAIを「民主化」することを目指しており、プロプライエタリなAIシステムの代替として注目を集めている。

### 資金調達
2023年6月、同スタートアップは、Lightspeed Venture Partners、エリック・シュミット、ザビエル・ニール、JCDecauxなどの投資家から1億500万ユーロ（1億1700万ドル）の最初の資金調達を実施した。フィナンシャル・タイムズ紙によると、当時の評価額は2億4000万ユーロ（2億6700万ドル）と推定されている。
2023年12月10日、Mistral AIは、2回目の資金調達ラウンドで3億8500万ユーロ（4億2800万ドル）を調達したと発表した。この資金調達ラウンドには、カリフォルニアのファンドであるアンドリーセン・ホロウィッツ、BNPパリバ、ソフトウェアパブリッシャーのセールスフォースが参加している。
2023年10月には、Mistral AIは3億8500万ユーロを調達した。
2023年12月までに、同社の評価額は20億ドルを超えた。
2024年4月16日の報道によると、Mistralは5億ユーロの資金調達について協議しており、この取引により現在の評価額が2倍以上になり、少なくとも50億ユーロになる見込みである。
2024年6月、Mistral AIは6億ユーロ（6億4500万ドル）の資金調達ラウンドを確保し、評価額は58億ユーロ（62億ドル）に上昇した。
General Catalystが主導するこのラウンドでは、既存の投資家からの追加出資もあった。この資金は、同社の事業拡大を支援することを目的としている。
評価額に基づくと、同社は現在、世界のAI競争において4位、サンフランシスコ・ベイエリア以外では1位であり、Cohere、Hugging Face、Inflection、Perplexityなどの同業他社を上回っている。

### マイクロソフトとの提携
2024年2月26日、マイクロソフトは、人工知能産業におけるプレゼンスを拡大するために、同社との新たな提携を発表した。
この合意に基づき、Mistralの言語モデルはMicrosoft Azureクラウドで利用可能になり、多言語対応の会話型アシスタントLe ChatはChatGPTのようなスタイルで開始される予定である。

## サービス

### Le Chat
2024年11月19日、同社はLe Chatのアップデートを発表した。
Flux Proモデルを活用し、Black Forest Labsとの提携により、画像生成機能が追加された。
さらに、信頼性と最新の情報を提供するために、インターネットで情報を検索する機能が導入された。
また、AIがコードを生成し、ユーザーがそれを変更できる共同インターフェースであるCanvasシステムが開始された。

#### モバイルアプリ
2025年2月6日、Mistral AIはAIアシスタントLe ChatをiOSとAndroidでリリースし、モバイルデバイスで言語モデルにアクセスできるようにした。
Le Chatは、ウェブ検索、画像生成、リアルタイムアップデートなどの機能を提供する。
Mistral AIはまた、より高度なモデル、無制限のメッセージング、ウェブブラウジングへのアクセスを提供する月額14.99ドルのProサブスクリプションティアを導入した。

## モデル
| 名前                  | リリース日 | パラメータ数 (十億) | ライセンス                     | 備考 |
| --------------------- | ---------- | ------------------- | ------------------------------ | --- |
| Mistral Small 3 25.01 | 2025年1月  | 24                  | Apache 2.0                     | 2025年1月のリリース時、Mistral Small 3は、70B未満の「小型」モデルカテゴリーのリーダーとしてベンチマークされており、24Bのパラメータと、より大型モデルに匹敵する機能を備えている。 |
| Mistral Large 2 24.11 | 2024年11月 | 123                 | Mistral Research License       | [ 21 ] |
| Pixtral Large 24.11   | 2024年11月 | 124                 | Mistral Research License       | 2024年11月19日、同社はPixtral 12Bの改良版であるPixtral Largeを発表した。これは、10億パラメータのビジュアルエンコーダーとMistral Large 2を統合したものである。このモデルは、特に長文コンテキストと関数呼び出しのために強化されている。 |
| Ministral 8B 24.10    | 2024年10月 | 8                   | Mistral Research License       | [ 21 ] |
| Ministral 3B 24.10    | 2024年10月 | 3                   | プロプライエタリ               | [ 21 ] |
| Pixtral 24.09         | 2024年9月  | 12                  | Apache 2.0                     | [ 21 ] |
| Mistral Large 2 24.07 | 2024年7月  | 123                 | Mistral Research License       | Mistral Large 2は、2024年7月24日に発表され、Hugging Faceでリリースされた。Mistral Research Licenceで無料で利用でき、商用目的では商用ライセンスが必要となる。Mistral AIは、このモデルが多くのプログラミング言語を含む数十の言語に堪能であると主張している。以前のMistral Largeとは異なり、このバージョンはオープンウェイトでリリースされた。このモデルは1230億のパラメータと128,000トークンのコンテキスト長を持つ。 |
| Codestral Mamba 7B    | 2024年7月  | 7                   | Apache 2.0                     | Codestral Mambaは、Mamba 2アーキテクチャに基づいており、より長い入力でも応答を生成できる。Codestralとは異なり、Apache 2.0ライセンスでリリースされた。以前のリリースでは、ベースモデルとinstructバージョンの両方が含まれていることが多かったが、Codestral Mambaではinstructバージョンのみがリリースされた。 |
| Mathstral 7B          | 2024年7月  | 7                   | Apache 2.0                     | Mathstral 7Bは、Mistral AIが2024年7月16日にリリースした70億パラメータのモデルで、STEM分野に焦点を当てている。このモデルはProject Numinaとの共同で作成され、Apache 2.0ライセンス、32kトークンのコンテキスト長でリリースされた。 |
| Codestral 22B         | 2024年5月  | 22                  | Mistral Non-Production License | Codestralは、2024年5月29日に発表されたMistral初のコードに焦点を当てたオープンウェイトモデルである。Mistralは、Codestralが80以上のプログラミング言語に堪能であると主張している。Codestralには独自のライセンスがあり、商用目的でのCodestralの使用を禁じている。 |
| Mistral 8x22B         | 2024年4月  | 22                  | Apache 2.0                     | Mistralの以前のオープンモデルと同様に、Mixtral 8x22Bは、2024年4月10日にTwitterでBitTorrentリンクを介してリリースされ、その後まもなくHugging Faceでリリースされた。このモデルは、Mistral 8x7Bと同様のアーキテクチャを使用しているが、各専門家が70億ではなく220億のパラメータを持っている。合計で、モデルは1410億のパラメータを含んでおり、一部のパラメータは専門家間で共有されているが、より高いパフォーマンスを提供している。 |
| Mistral Small         | 2024年2月  | 不明                | プロプライエタリ               | Largeモデルと同様に、Mistral Smallは2024年2月26日に発売された。 |
| Mistral Large 24.02   | 2024年2月  | 不明                | プロプライエタリ               | Mistral Largeは2024年2月26日に発売され、MistralはOpenAIのGPT-4に次ぐ世界2位であると主張している。英語、フランス語、スペイン語、ドイツ語、イタリア語に堪能で、文法と文化的背景の両方を理解しているとMistralは主張しており、コーディング機能も提供する。2024年初頭の時点で、Mistralの主力AIである。また、Microsoft Azureでも利用可能である。 |
| Mistral Medium        | 2023年12月 | 不明                | プロプライエタリ               | Mistral Mediumは、英語、フランス語、イタリア語、ドイツ語、スペイン語、およびコードを含むさまざまな言語でトレーニングされており、MT-Benchで8.6のスコアを獲得している。LMSys ELOアリーナベンチマークでは、Claudeより上位、GPT-4より下位にランク付けされている。Mistral Mediumのパラメータ数とアーキテクチャは不明である。Mistralはそれに関する公的な情報を公開していないためである。 |
| Mistral 8x7B          | 2023年12月 | 46.7                | Apache 2.0                     | Mistralの最初のモデルと同様に、Mixtral 8x7Bは、2023年12月9日にTwitterに投稿されたBitTorrentリンク、および2日後のHugging Faceとブログ投稿を介してリリースされた。以前のMistralモデルとは異なり、Mixtral 8x7Bはスパース混合エキスパートアーキテクチャを使用している。このモデルには8つの異なる「専門家」グループがあり、モデルに合計467億の利用可能なパラメータを与えている。各単一トークンは129億パラメータしか使用できないため、129億パラメータモデルが発生するであろう速度とコストが得られる。「Mixtral 8x7B Instruct」と呼ばれる指示に従うようにトレーニングされたバージョンも提供されている。 |
| Mistral 7B            | 2023年9月  | 7.3                 | Apache 2.0                     | Mistral 7Bは、transformersアーキテクチャを使用した73億パラメータの言語モデルである。2023年9月27日に、BitTorrentマグネットリンク、およびHugging Faceを介して、Apache 2.0ライセンスの下で正式にリリースされた。Mistral 7Bは、標準的な注意メカニズムの変形であるグループ化クエリ注意（GQA）を採用している。このアーキテクチャは、すべての隠れ状態にわたるのではなく、隠れ状態の特定のグループ内で注意を計算することにより、パフォーマンスを最適化し、効率とスケーラビリティを向上させる。ベースモデルと「instruct」モデルの両方がリリースされ、後者はチャットスタイルのプロンプトに従うために追加のチューニングを受けている。ファインチューニングされたモデルはデモンストレーション目的のみを意図しており、ガードレールやモデレーションは組み込まれていない。 |

## 性能

### Mistral 7B
Mistral AIは、Mistral 7Bのリリースブログ記事で、このモデルがLLaMA 2 13Bをテスト済みベンチマークすべてで上回り、テスト済みベンチマークの多くでLLaMA 34Bと同等であると主張した。競合他社と比較してサイズが小さいにもかかわらず、70億パラメータしかない。

### Mixtral 8x7B
Mistral AIの2023年のテストでは、このモデルがLLaMA 70BとGPT-3.5の両方をほとんどのベンチマークで上回っていることが示されている。
2024年3月、Patronus AIが実施したLLMの性能比較調査では、米国著作権法で保護された書籍からテキストを生成するプロンプトを含む100の質問テストで、OpenAIのGPT-4、Mixtral、Meta AIのLLaMA-2、AnthropicのClaude 2が、それぞれ44％、22％、10％、8％の応答で著作権で保護されたテキストを逐語的に生成したことが判明した。

### Mistral Large 2
Mistral AIによると、Large 2のベンチマークにおける性能は、特にプログラミング関連のタスクにおいて、Llama 3.1 405Bに匹敵する。

### Codestral 22B
リリース日現在、Codestral 22Bは、MetaのLlama3 70BおよびDeepSeek Coder 33B（78.2％〜91.6％）をHumanEval FIMベンチマークで上回っている。DeepSeek Coder 33Bは、別のコードに焦点を当てたモデルである。

### Mathstral 7B
Mathstral 7Bは、MATHベンチマークで56.6％、MMLUベンチマークで63.47％のスコアを達成した。

## 利用
Mistral AIによると、同社の製品は以下の企業で利用されている。
- BNPパリバ
- AXA
- ラボラトワール・ピエール・ファーブル
- CMA CGM
- Zalando
- Mirakl
- フランス・トラヴァイユ（France Travail、旧Pôle emploi）